# Thực thi pháp luật tại Nhật Bản
Thực thi pháp luật tại Nhật Bản được thực hiện chủ yếu bởi các Sở Cảnh sát tỉnh dưới sự giám sát của Cục Cảnh sát Quốc gia, nhưng có nhiều quan chức thực thi pháp luật khác ở Nhật Bản. Cục Cảnh sát Quốc gia được quản lý bởi Ủy ban Công an Quốc gia, do đó đảm bảo rằng cảnh sát Nhật Bản là một cơ quan chính trị và không có sự kiểm soát trực tiếp của chính quyền trung ương. Họ được kiểm tra bởi một bộ máy tư pháp độc lập và được theo dõi bởi một nền báo chí tự do và tích cực.
Có hai loại quan chức thực thi pháp luật tại Nhật Bản, tùy thuộc vào quy định cơ bản: Cảnh sát viên của Sở Cảnh sát tỉnh (được quy định là Cán bộ cảnh sát tư pháp (司法警察職員)) theo Điều 189 của Bộ luật tố tụng hình sự (刑事訴訟法 Keiji-soshōhō), và Cán bộ cảnh sát tư pháp đặc biệt (特別司法警察職員) (quy định tại Điều 190 của luật tương tự), xử lý các lĩnh vực có chuyên môn cao.